# East Japan Railway Company
East Japan Railway Company (яп. 東日本旅客鉄道株式会社 Хигаси-Нихон Рёкаку Тэцудо Кабусики-гайся) (TYO: 9020), также называемое как JR East (яп. JR東日本 Джэйару Хигаси-Нихон), одна из компаний группы Japan Railways Group (JR Group), и работает на восточном Хонсю. Компания занимает 323 место в списке Fortune Global 500 за 2011 год.

## История
JR East была создана как акционерное общество (кабусики-гайся) 1 апреля 1987 года по плану разделения государственной компании Japanese National Railways. Первоначально это было подразделение, принадлежащее JNR Settlement Corporation, специальной компании, созданной для перераспределения активов бывшей JNR между новыми компаниями JR.

## Линии

### Тохоку-синкансэн
Наиболее прибыльная линия JR East — скоростная железная дорога Тохоку-синкансэн, которая соединяет Токио и Хатинохе с Ямагата-синкансэн и Акита-синкансэн, и тоже Дзёэцу-синкансэн и Хокурику-синкансэн.

### Городские линии
- Линия Яманотэ
- Линия Токайдо (Токио-Атами)
- Линия Тохоку